# Keion Carpenter
Keion Carpenter (Baltimore, Maryland, 1977. október 31. – Miami, Florida, 2016. december 29.) amerikaifutball-játékos a National Football League (NFL)-ben.

## Pályafutása
Carpenter a Buffalo Bills csapatában kezdte pályafutását. Első szezonjában 22 meccsen játszott. 2002-ben került az Atlanta Falcons csapatához, ahol 2005-ig játszott három évszakon át játszott a Falcons-nál, 39 meccsen.
2004-ben szüneteltetnie kellett pályafutását, egy gerincfúziós műtét után. 2003-ban a Philadelphia Eagles futójával, Duce Staley és az ő feje összeütközött, komoly sérüléseket szenvedett. Csigolyatörést szenvedett. A 2005-ös szezonban még 15 meccsen játszott, majd befejezte pályafutását.

## Magánélete és halála
2005-ben, NFL visszavonulása után megalapította a The Carpenter House nevű segélyszervezetet, ami nehéz sorsú gyerekek fejlődését és egészséges otthonát támogatja.
Carpenter egy családi nyaraláson vett részt Floridában. Szerda reggel megcsúszott, és beverte a fejét. 24 órát volt kórházban, csütörtökön, ottani idő szerint reggel 6:47-kor halt meg. Halálhírét a családja jelentette be. Frank Beamer edző Carpenter halála után egy nyilatkozatot adott ki: "Szívós játékos volt, és könyörtelen. Ennél is fontosabb, hogy aranyszíve van. Aktív munkája során a Carpenter House-ban, és más karitatív szervezeteknél rászoruló gyereknek segít. Ez az igazi Virginia Tech szellem."